# Zamarada eurygnathus
Zamarada eurygnathus là một loài bướm đêm trong họ Geometridae.